# Саянскхимпласт
AO «Сая́нскхимпласт» — российское предприятие химической промышленности, одно из системообразующих предприятий России.

## История
В 1968 году началось строительство Зиминского химического комбината. Первым директором завода стал Николай Ворожейкин.
В 1979 году состоялся пуск цеха ртутного электролиза производства хлора и каустика.
В 1983 году получены первые тонны суспензионного поливинилхлорида. Мощность производства ПВХ составила 250 тысяч тонн. Годом ранее было запущено производство винилхлорида мощностью 270 тысяч тонн.
В 1985 году Зиминский химзавод первым в СССР начинает поставки ПВХ на экспорт. ПВХ поставлялся в государства Евразии и Африки.
В 1987 году ПВХ, производимый на предприятии, проходит аттестацию на Государственный Знак Качества СССР и признается отечественным аналогом для других производителей данной продукции. В этом же году строится установка для производства отбеливающего средства «Белизна» мощностью до 10 миллионов бутылок в год.
В 1988 году Зиминский химический завод переименован в Саянское производственное объединение «Химпром» в составе трех заводов: «Полимер», «Каустик» и Ремонтно-механический.
В 1991 году строится установка для производства линолеума мощностью 1,5 миллиона квадратных метров в год.
В 1998 году на базе производства АО «Саянскхимпром» было образовано ОАО «Саянскхимпласт». Строится установка для производства кабельного пластиката мощностью 14 000 тонн в год.
В 2002 году был начат промышленный выпуск обувных пластикатов. В 2004 году был введен в эксплуатацию цех по производству профильно-погонажных изделий: стеновых панелей, гофротруб, кабель-каналов и др.
В 2005 году создано дочернее предприятие НИИЦ «Синтез», занимающееся научно-техническими исследованиями.
В 2006 году «Саянскхимпласт» первым в России осуществил пуск производства хлора и каустика мембранным методом.
В апреле 2025 года Генпрокуратура России подала антикоррупционный иск к владельцам «Саянскхимпласта» с требованием конфисковать актив. В мае 2025 года иск был удовлетворён — предприятие передано в государственную собственность.

## Деятельность
Саянскхимпласт — один из крупнейших в РФ производителей ПВХ. В 2014 году завод выпустил 283 тысячи тонн ПВХ, что составило 44,4 % общероссийского объема производства. Мощность производства Саянскхимпласта — 300 тыс. тонн; объёмы производства зависят от поставок сырья.
Предприятие входит в тройку крупнейших производителей каустической соды. Кроме этого, Саянскхимпласт производит отбеливающее средство «Белизна».
Один из двух видов основного сырья для производства ПВХ — этилен — поступает от единственного поставщика — Ангарского завода полимеров (ПАО "НК «Роснефть») по 231-километровому этиленопроводу, который принадлежит АО «Саянскхимпласт».
Второй компонент (каменную соль) предприятие добывает само на Зиминском месторождении. Обеспеченность предприятия запасами соли при существующем уровне добычи составляет сотни лет.
Снабжение Саянскхимпласта электро- и теплоэнергией обеспечивает ПАО «Иркутскэнерго» через ОАО «Иркутская электросетевая компания» и филиал ПАО — Ново-Зиминскую ТЭЦ. Незначительная часть пара вырабатывается котельной АО «Саянскхимпласт» путём сжигания водорода.

## Саянск
Саянскхимпласт является градообразующим предприятием. По оценке председателя городской думы Ранура Хайрутдинова, от деятельности Саянскхимпласта зависит финансовое положение около трети жителей города Саянска.
Саянск — самый молодой город в Иркутской области. Начало его строительства в 1970 году связано с возведением Зиминского химического завода (сейчас АО «Саянскхимпласт»). В августе 1985 года Саянск, до сих пор считавшийся рабочим поселком, получил статус города областного подчинения.

## Управление
С мая 2025 года АО «Саянскхимпласт» находится в государственной собственности.
Генеральный директор — Михаил Александров.
До 2016 года единственным владельцем компании являлась кипрская Yanden Enterprise Ltd, зарегистрированная в 2002 году. По данным Генеральной прокуратуры России, в 2016 году кипрская компания была ликвидирована, а 100 % «Саянскхимпласта» перешли бывшему гендиректору предприятия Виктору Круглову. В дальнейшем акции завода были переоформлены на родственников Круглова.
Руководители предприятия в разные годы:
- 1998-2004 — Круглов Виктор Кузьмич[26]
- 2004-2025 — Мельник Николай Викторович[1]
- 2025 — Серёдкин Андрей Викторович
- С июня 2025 — Александров Михаил Михайлович

## Финансы
По данным от 2014 года, выручка Саянскхимпласта составляла 11,5 млрд руб., EBITDA — 2,5 млрд руб., рентабельность — 22 %.
По данным от 2015 года, годовой объем налоговых отчислений компании в бюджеты разных уровней составляет 1,8 млрд руб.

## Интересные факты
Этилен на предприятие поступает по трубопроводу из города Ангарск с предприятия Ангарский завод полимеров.